# Здание Министерства народного просвещения
Здание Министерства народного просвещения — памятник архитектуры. Расположен в Санкт-Петербурге, современный адрес дома — улица Зодчего Росси, 1-3, площадь Островского, 11, площадь Ломоносова, 1, 2, Торговый переулок, 2.

## История
Здание было построено К. Росси для Министерства народного просвещения, его фасад длится около 200 метров, совместно со зданием Дирекции императорских театров оформляя архитектурные ансамбли улицы Зодчего Росси и площади Ломоносова. В то время как фасад стоящего рядом Александрийского театра обильно украшен скульптурой, фасад министерства строг и прост, обработан парными дорическими полуколоннами (кроме угловых ризалитов). На первом этаже есть мотив аркад, второй и третий этажи прорезаны широкими оконными проёмами, рифмующимися с этой аркадой. Центр фасада, выходящего на площадь Ломоносова, украшен портиком из четырёх стоящих на высоком цоколе колонн, цоколь прорезан тремя арками, одна из которых служит для входа в здание, а две — для проезда. Изначально здания улицы были выкрашены в светло-серый цвет.
По изначальному проекту предполагалось, что на первом этаже будут магазины с открытой галереей, но купцы Гостиного двора возражали, и при строительстве в 1828—1834 годах в аркаде были сделаны окна. Во внутренней планировке, сохранившейся без особых изменений, Росси участия не принимал. В Белом зале частично сохранилась роспись плафона, зал украшен колоннами коринфского ордера.
В 1838 году по инициативе П. А. Ширинского-Шахматова в здании началось устройство домовой церкви, храма св. Николая Чудотворца, который 12 марта 1839 освятил епископ Ревельский Венедикт. Храм расположили в большом зале второго этажа над проездными арками, в простенке арок позднее поместили киот с образом Божией Матери Казанской памяти Александра III. Предположительно внутренней отделкой церкви занимался А. Ф. Щедрин, автором образов был Д. И. Антонелли. В 1856 году при министре А. С. Норове храм был отделан Л. Ф. Вендрамини в русском стиле по проекту А. М. Горностаева, 24 сентября 1894 года прошло повторное освящение после реставрационного ремонта. С 1862 года в церкви молились учащиеся и учителя находившейся в здании министерства Шестой гимназии, даже после того, как в 1913—1916 для гимназии была обустроена церковь в соседнем переулке. Церковь была закрыта летом 1918 года, хотя службы продолжались ещё некоторое время, предположительно, до начала 1920-х годов.
С 1862 года (и до переезда в новое здание в 1908 году) на правой половине первого этажа здания размещалось Русское географическое общество, зал заседаний которого был описан в журнале «Нива» за 1890 год (на илл.):
На прилагаемом рисунке изображена первая зала Общества, ведущая непосредственно в залу заседаний, которая представлена в верхней части рисунка. Посредине первой залы расположен ряд больших столов, заключающих в себе шкафы для помещения карт большого формата; простенки залы заняты многочисленными библиотечными шкафами, в верхних частях своих стены украшены картинами: прямо против входа, над дверью, ведущею в зал заседания, помещается портрет […] жертвователя Обществу П. В. Голубкова; арки украшены бюстами знаменитых географов и этнографическими коллекциями — на первом плане представлена принесенная в дар Обществу секретарем его А. В. Григорьевым весьма ценная и редкая коллекции древнего оружия и утвари японцев; у одного из окон помещается стол библиотекаря и у следующего — стол казначея Общества; дверь посредине левой стены ведет в канцелярию Общества и в помещения ученого архива и склада изданий. Дверь противоположная входу ведет в залу заседаний. Против входа в неё в задрапированной нише помещается портрет Государя Императора, по сторонам портреты Августейшего председателя Вел. Кн. Константина Николаевича и учредителя Общества графа Литке: в той же зале, над дверью, ведущею в так называемую советскую залу, помещается портрет Императора Александра II. Под портретом Августейшего Покровителя Общества возвышается кафедра, перед которой расположен накрытый сукном стол для членов бюро и членов Общества; остальная часть залы занята стульями, как для членов Общества, так и для гостей, присутствующих в заседаниях. По стенам близ кафедры расставлены доски и карты, задняя и левая стены заняты стеклянными шкафами, заключающими в себе множество манекенов в костюмах различных народностей России и другие этнографические.
Летом 1918 года здание передали Наркомпросу. Часть помещений с тех пор занимали 25-я неполная средняя латышская школа Центрального района (на 1935 год), отдел защиты подземных сооружений от коррозии института «Ленгипроинжпроект» (1965 год), отделы Ленгорисполкома, вытрезвитель, медицинское училище, классы танца живота. На 2013 год в здании располагался КГИОП.

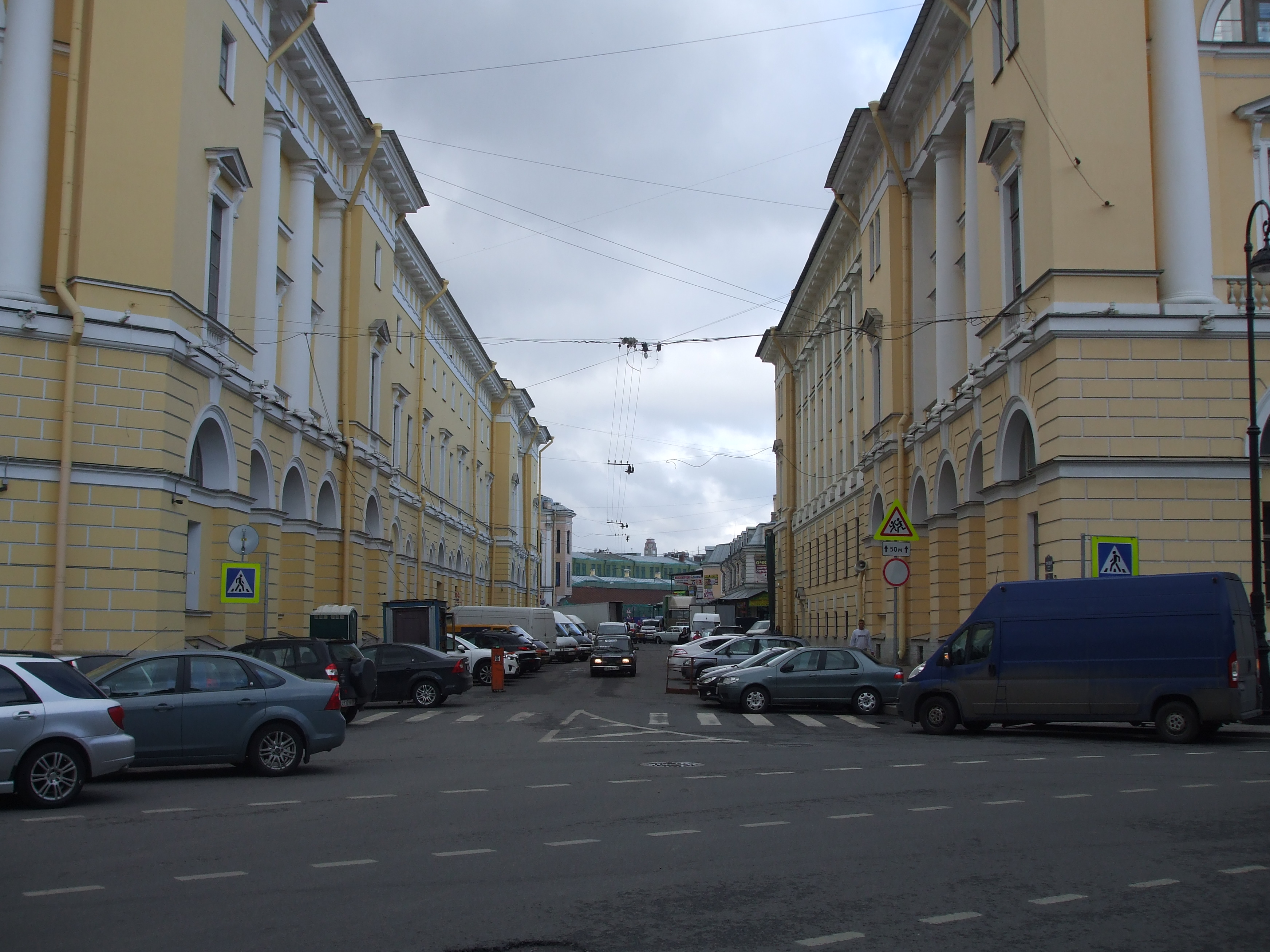
Вид Торгового переулка от площади Ломоносова, здание Министерства народного просвещения справа, слева — здание Министерства внутренних дел
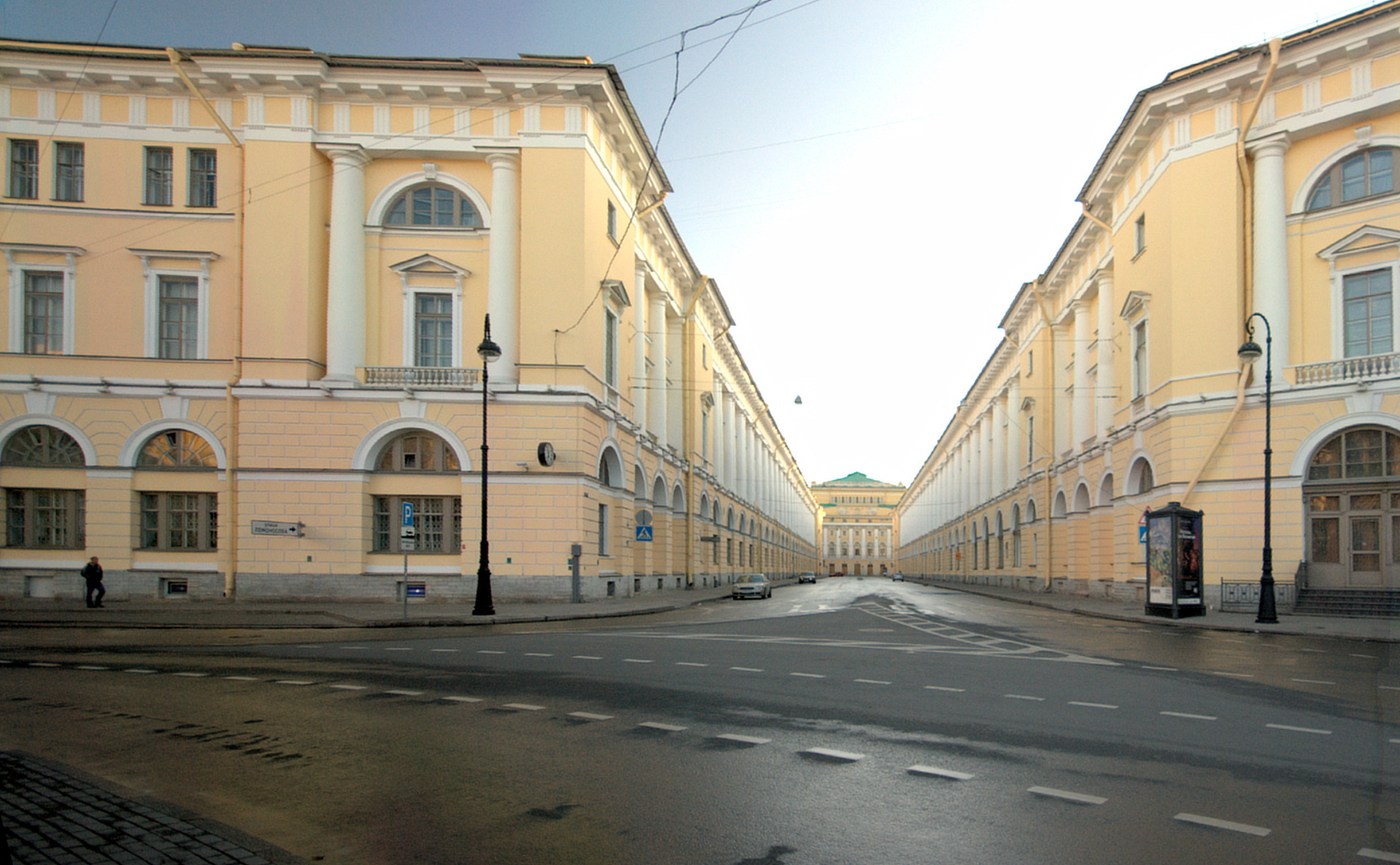
Вид улицы Зодчего Росси от площади Ломоносова в сторону площади Островского, здание Министерства народного просвещения слева, справа — здание Дирекции императорских театров